# René Schützenberger

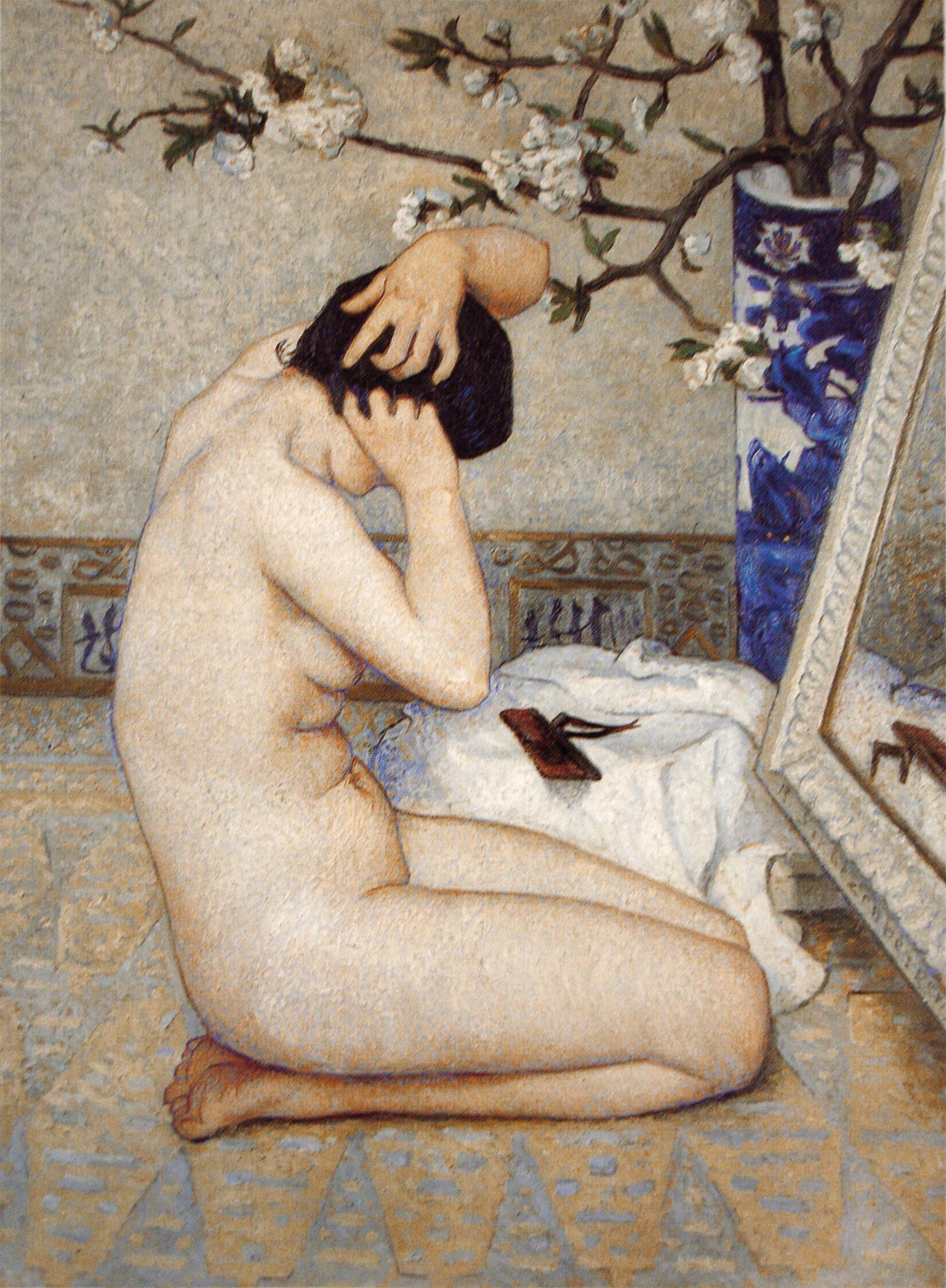
La peluquera (Salón de 1911).

René Paul Schützenberger (Mulhouse, 29 de julio de 1860-París,31 de diciembre de 1916) fue un pintor francés.

## Biografía
René Schützenberger nació en el seno de una familia alsaciana de empresarios relacionados con la cerveza del mismo nombre. Su padre fue el químico Paul Schützenberger (1829-1897). Uno de sus primos fue el pintor Louis-Frédéric Schützenberger (1825-1903).
Se formó en el taller de Jean-Paul Laurens, de la Academia Julian de París.
Expuso por primera vez en el Salón de los artistas franceses de 1889 y siguientes, y posteriormente en el Salón de los independientes en París desde 1902 y en el Salón de la Sociedad nacional de Bellas Artes desde 1906. Obtuvo una mención de honor en el Salón de 1897 y en la Exposición Universal de París de 1900.
Practicó tanto la pintura al óleo como el dibujo, destacando sus retratos y desnudos, así como sus paisajes. Abordó asuntos de la vida cotidiana y escenas intimistas. Su arte se inscribe en la corriente del posimpresionismo. Sus dibujos recuerdan un estilo japonés cercano al de los artistas nabis.

## Obras
- Devant la fenêtre, 1887.
- Le Chapeau du dimanche, 1888.
- Veuve et orpheline, 1888.
- Les Loisirs du vieux marin, 1889.[2]
- Sur la plage, 1889.

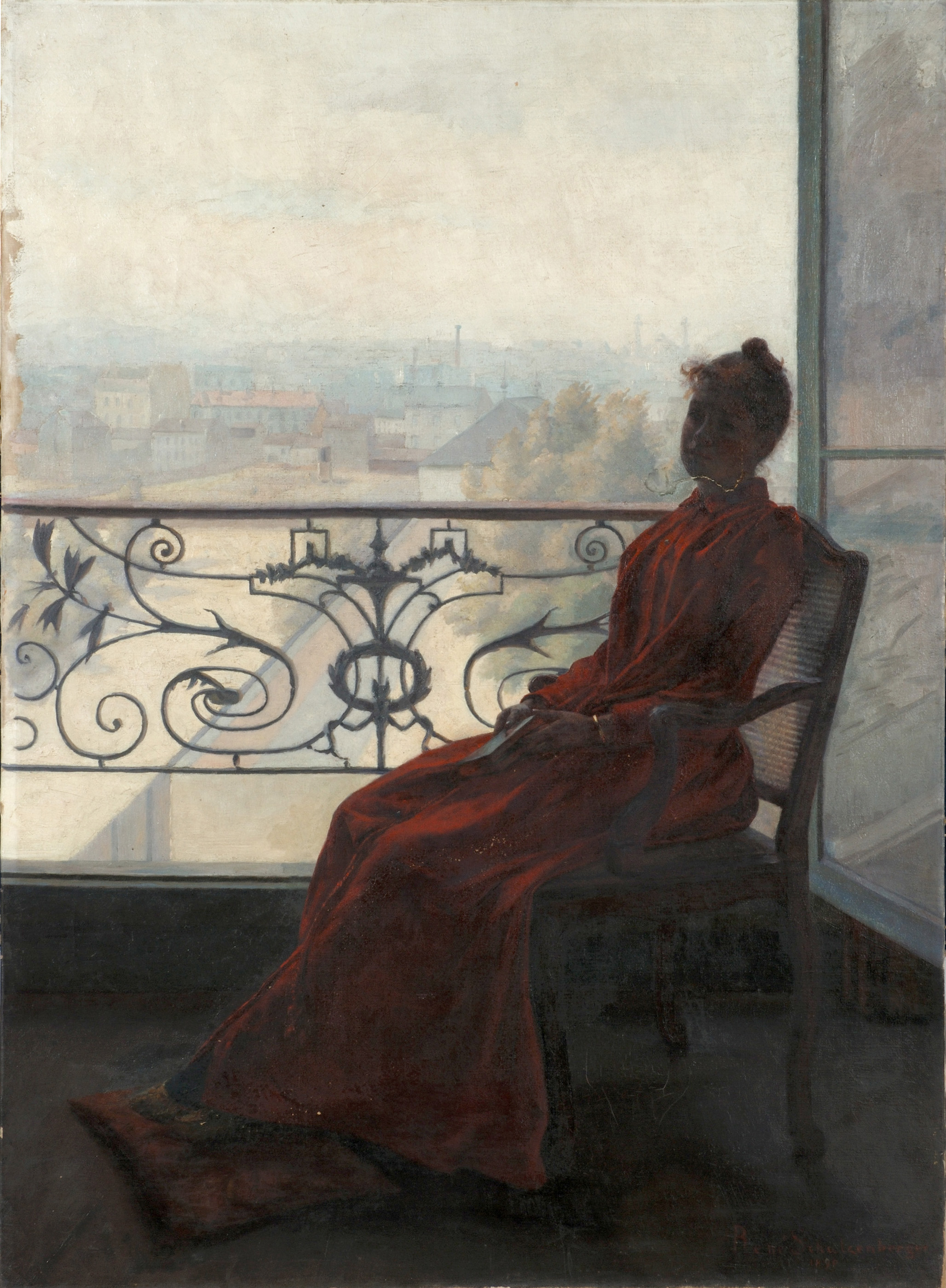
Lectora en la ventana (1890), museo de Soissons.

- Liseuse à la fenêtre, 1890, Salón de 1891 (n.º 1509), Museo de Soissons.[3][4][5]
- La Madeleine au tombeau, 1890, Salón de 1891 (n.º 1510) y Salón de Bellas Artes de Lyón de 1898 (n.º 622).
- La mujer de blanco, Salón de 1895 (n.º 1730).
- Le Moulin du Pressoir, Salón de la Sociedad nacional de Bellas Artess de Lyon 1898 (n.º 623).
- Portrait, Exposición Universal de 1900 (n.º 1760).[6]
- Avant le tub, Salón de la Sociedad nacional de Bellas Artes de 1906 (n.º 1099).[7]
- Labour, Salón de los independientes en París de 1906 (n.º 3732).[8]
- Quatre Vues de Bruges, Salón de los Independientes de 1906 (n.º 4546-4547).[9]
- Le Mur du séminaire, Bruges, Salón de los Independientes de 1906 (n.º 4548).
- Le Quai des Meuniers (Bruges), Salón de los Independientes de 1906 (n.º 4549).
- Le Quai vert (Bruges), Salón de los Independientes de 1906 (n.º 4550).
- Le Dyver (Bruges), Salón de los Independientes de 1906 (n.º 4551).
- Le Béguinage (Bruges), Salón de los Independientes de 1906 (n.º 4552).
- Le Marché rue Saint-Jacques (Bruges), Salón de los Independientes de 1906 (n.º 4552).
- Le Vivier, Salón de los Independientes de 1907 (n.º 4445).[10]
- L'Allée des pommiers, Salón de los Independientes de 1907 (n.º 4446).
- Le Repos, Salón de los Independientes de 1907 (n.º 4447).
- Les Meuillettes, Salón de los Independientes de 1907 (n.º 4448).
- La Venelle, Salón de los Independientes de 1907 (n.º 4449).
- La Haie, Salón de los Independientes de 1907 (n.º 4450).
- L'Énigme, Salón de la Sociedad nacional de Bellas Artes de 1907 (n.º 1073).
- La Toilette, Salón de la Société des amis des arts de Nantes de 1907 (n.º 299).
- Femme et chat, Salón de los Independientes de 1908 (n.º 5493).[11]
- L'Ombre des grands peupliers, Salón de los Independientes de 1908 (n.º 5494).
- La Plaine, Salón de los Independientes de 1908 (n.º 5495).
- Le Coteau, Salón de los Independientes de 1908 (n.º 5496).
- Les Javelles, Salón de los Independientes de 1908 (no 5497).
- P'tit, p'tit, p'tit !!!, Salón de los Independientes de 1908 (n.º 5498).
- Les Larmes dans les yeux, Salón de la Sociedad nacional de Bellas Artes de 1908 (n.º 1045).
- La Bataille, ou Notre Peau est jaune, la leur est blanche ; l'or vaut mieux que l'argent, 1909, Salón de la Sociedad nacional de Bellas Artes de 1910.
- La partida de dados, 1910, Salón de la Sociedad nacional de Bellas Artes de 1911 (n.º 1154).
- La peluquera, Salón de la Sociedad nacional de Bellas Artes de 1911 (n.º 1156).
- L'Écran de ses cheveux, 1911, Salón de la Sociedad nacional de Bellas Artes de 1912 (n.º 1162).
- Le Paravent fleuri, 1911, Salón de la Sociedad nacional de Bellas Artes de 1912 (n.º 1161).
- La Femme et la fleur, Salón de la Sociedad nacional de Bellas Artes de 1913 (n.º 1137).
- El collar de jade, Salón de la Sociedad nacional de Bellas Artes de 1914 (n.º 1084).
- El perfume, Salón de la Sociedad nacional de Bellas Artes de 1914 (n.º 1083).

## Galería

Obras de René Schützenberger
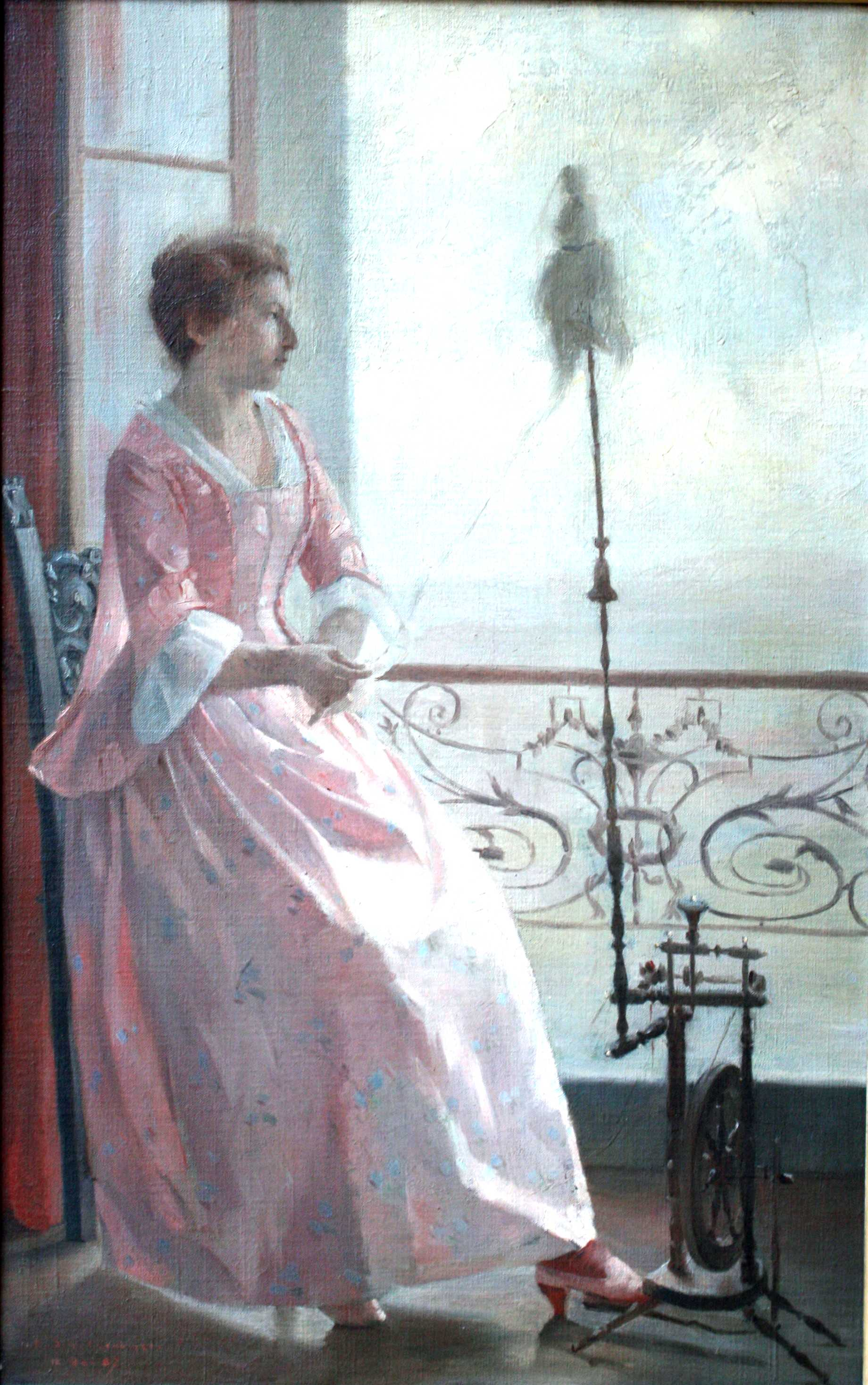
Ante la ventana (1887).
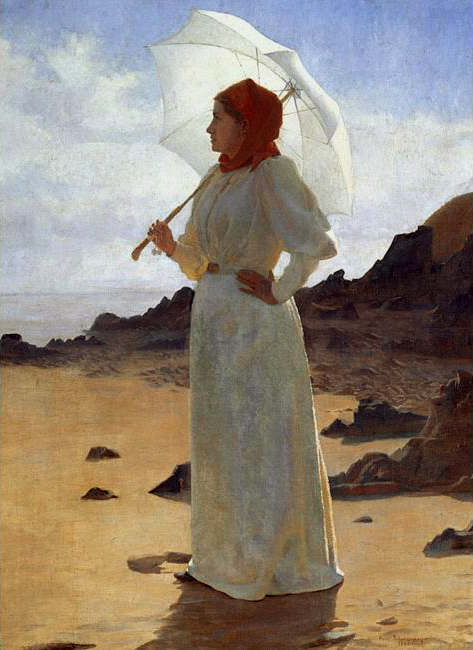
La mujer de blanco (1895).
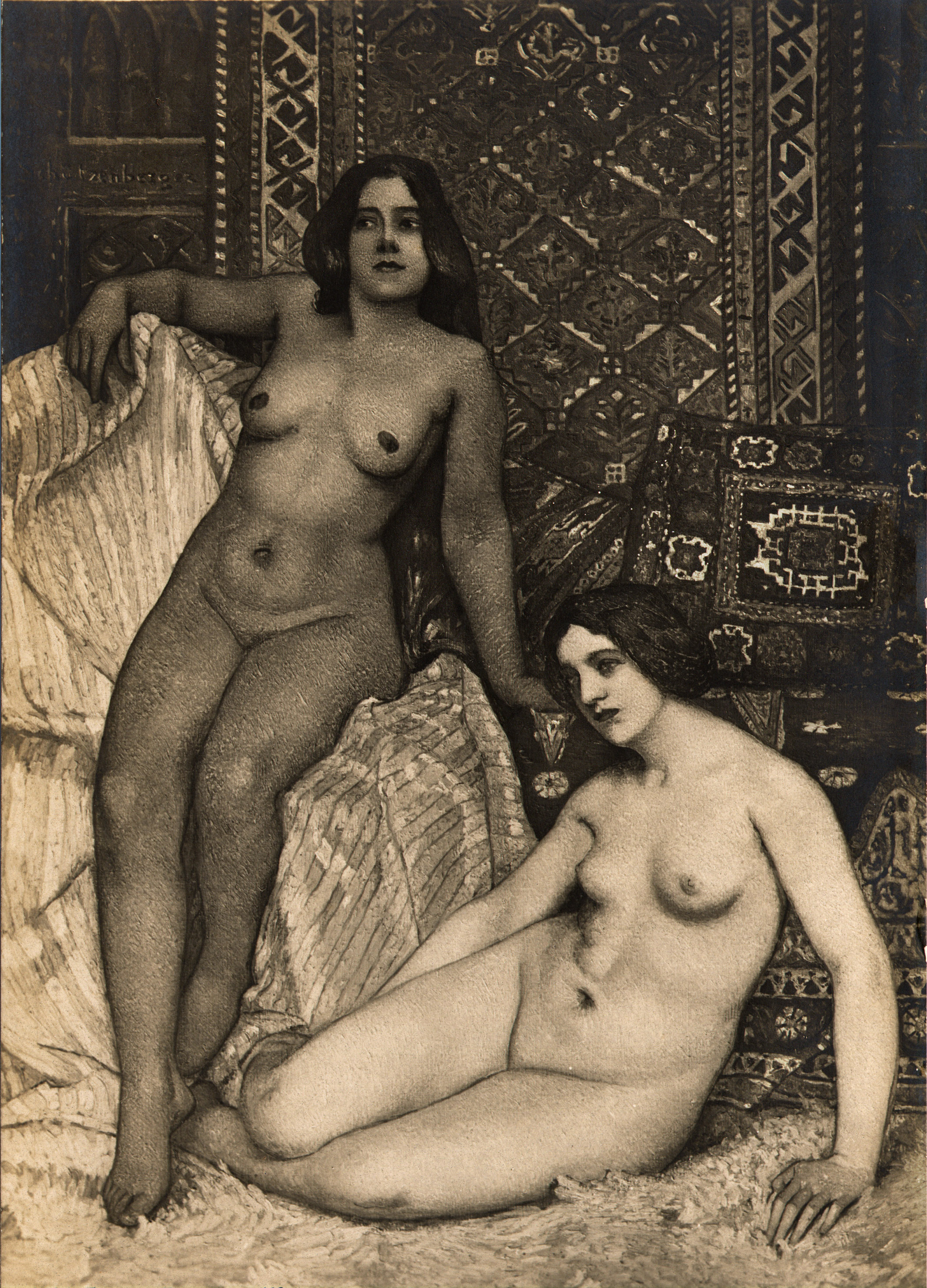
La batalla (1909).
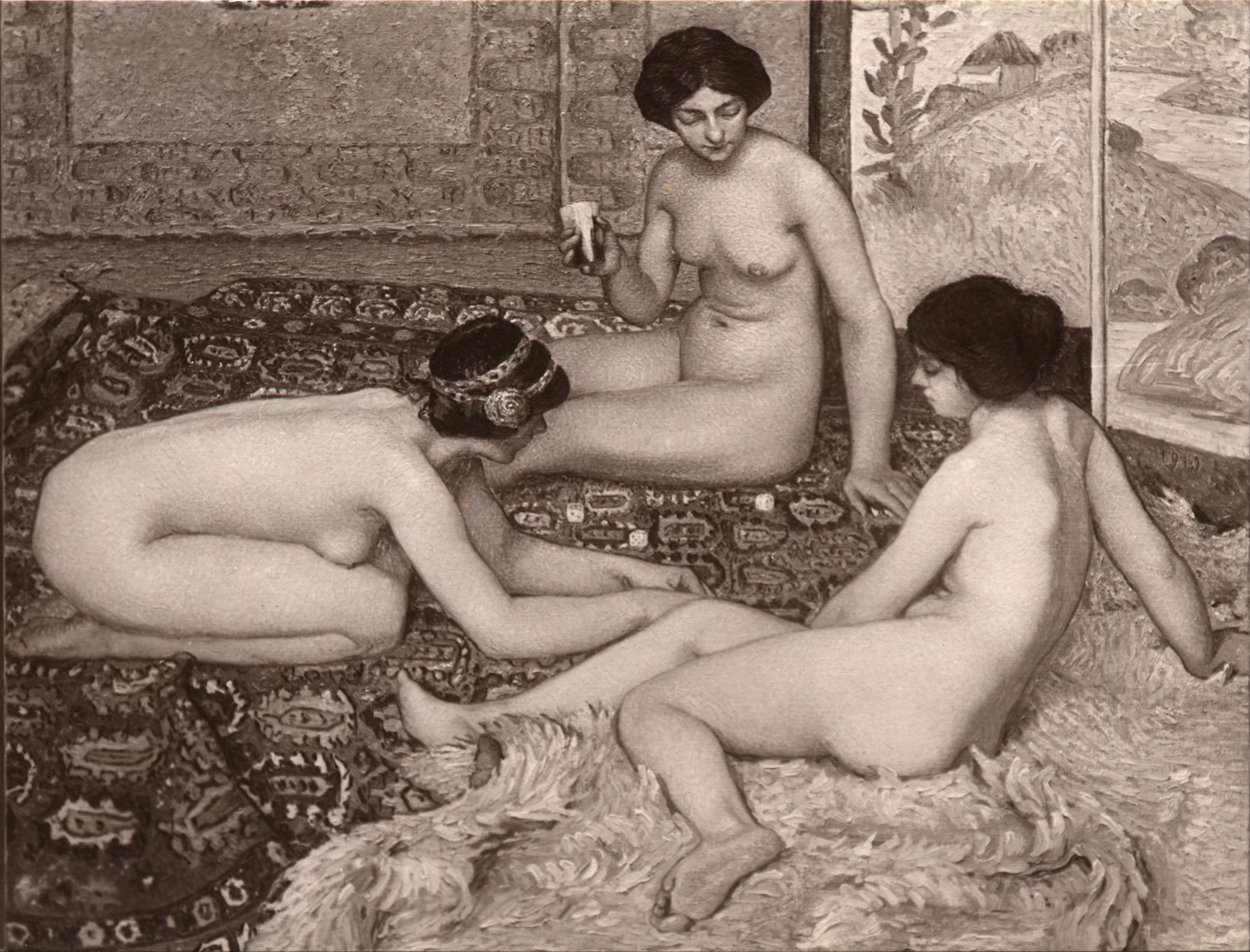
La partida de dados (1910).
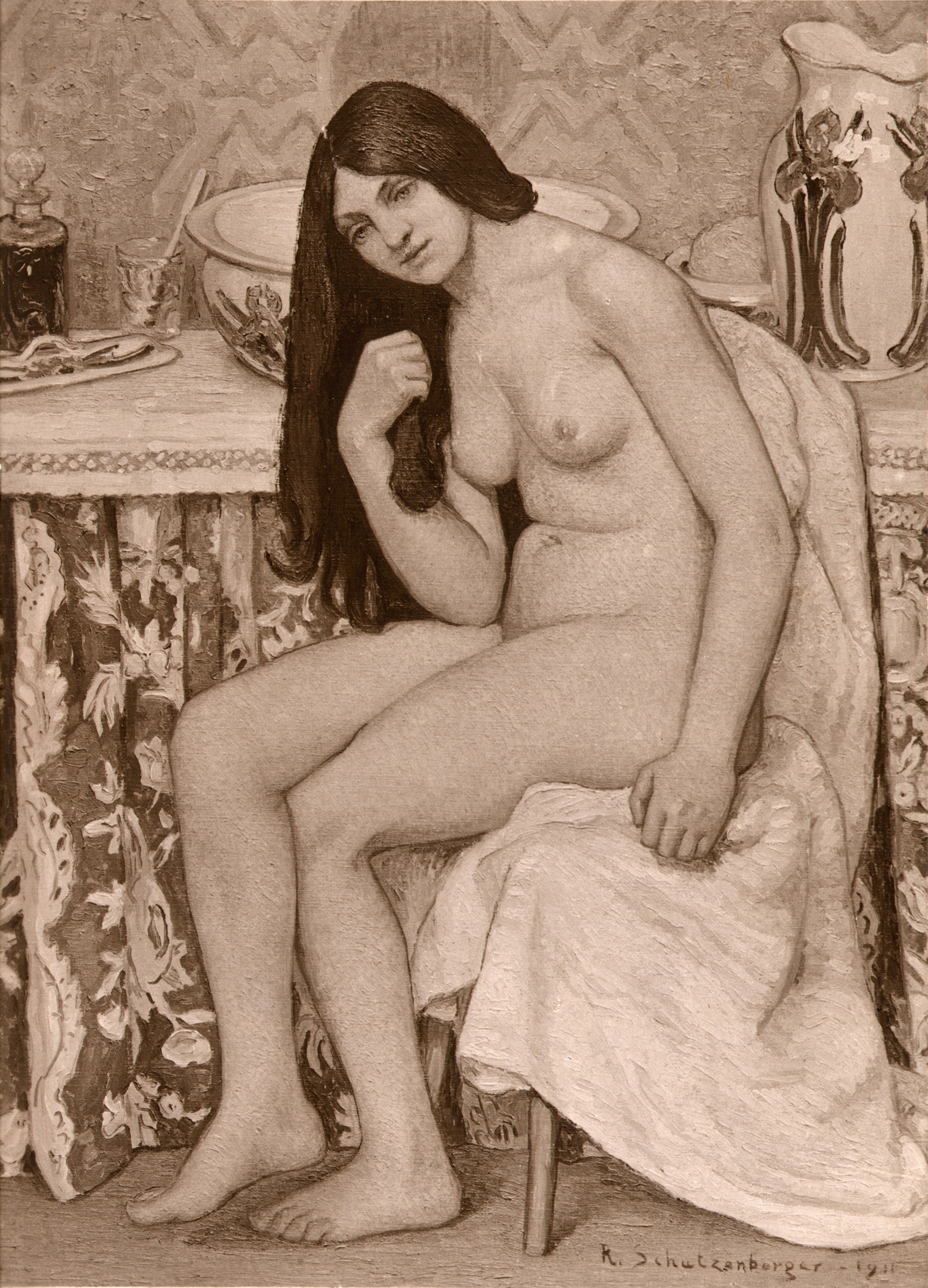
La pantalla de sus cabellos (1911).
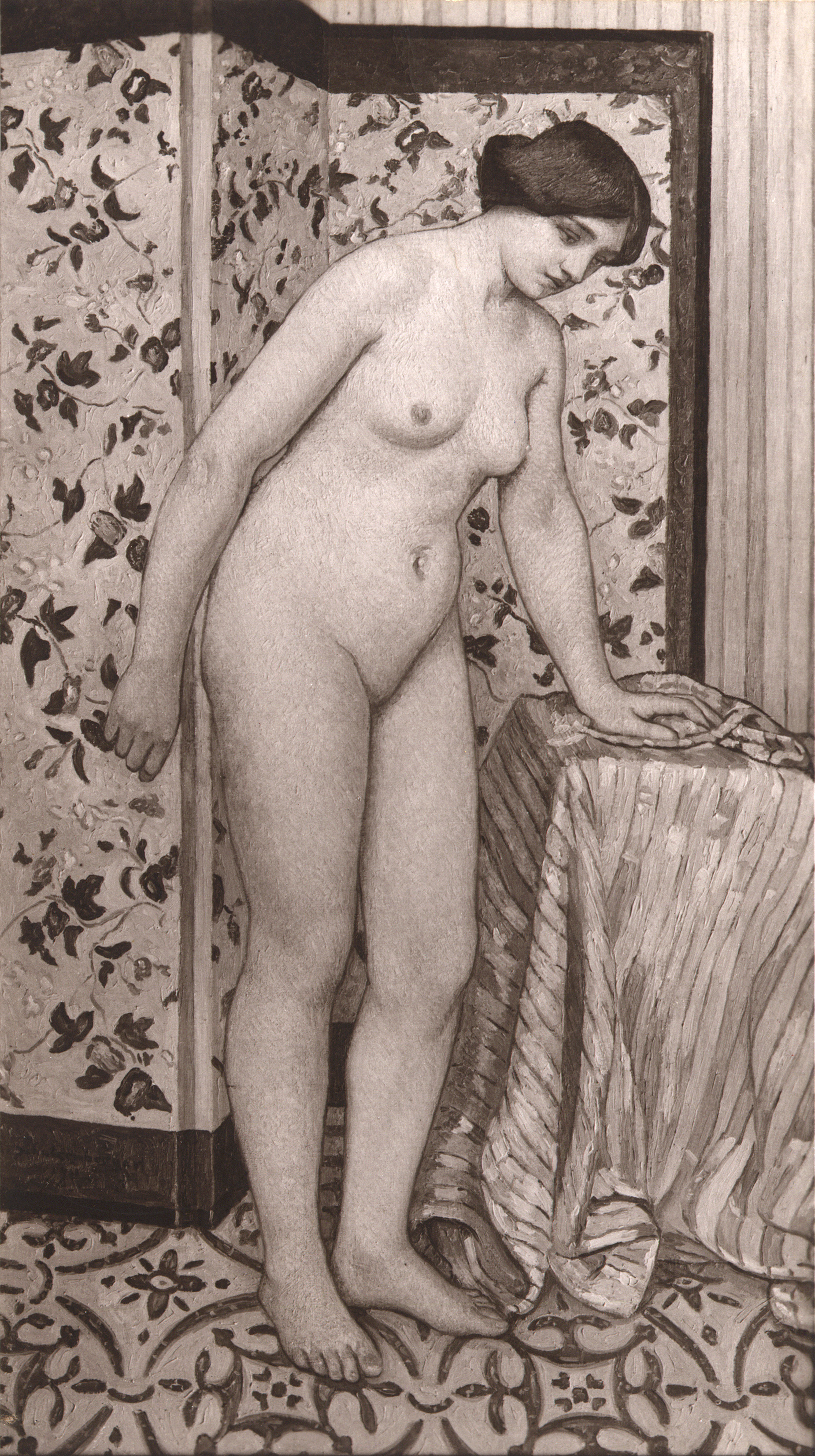
La mampara florida (1911).
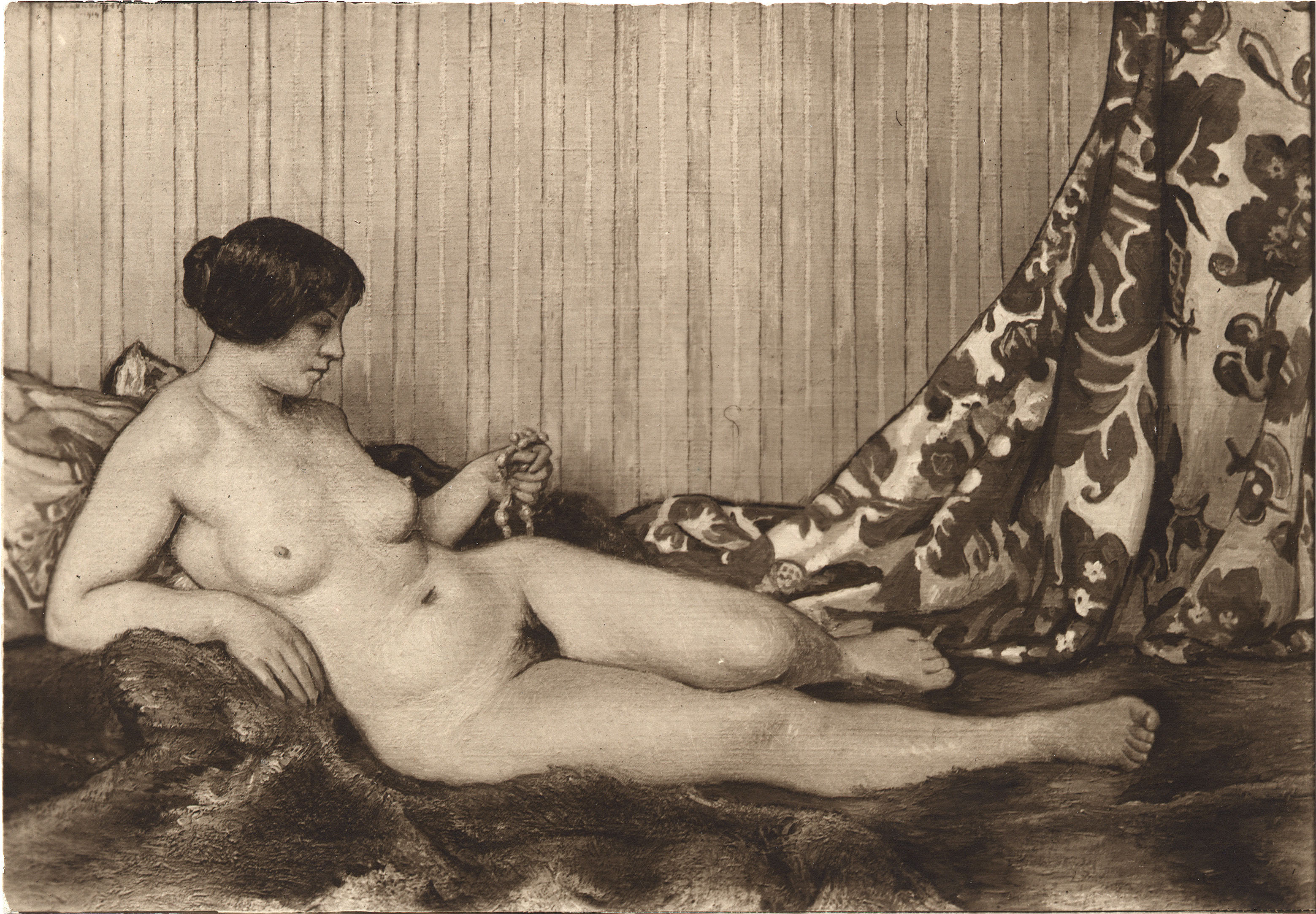
El collar de jade (1914).
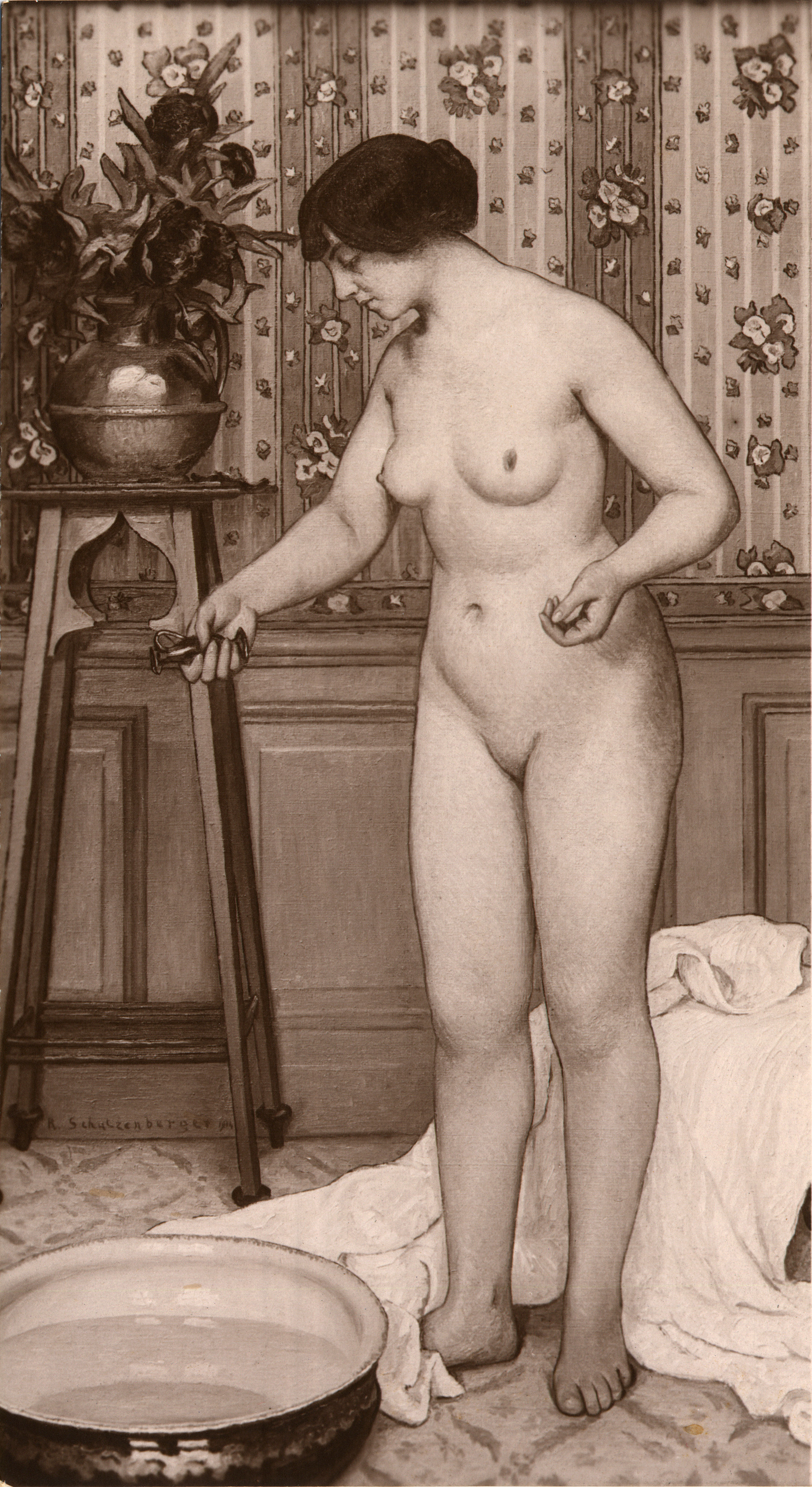
El perfume (1914).
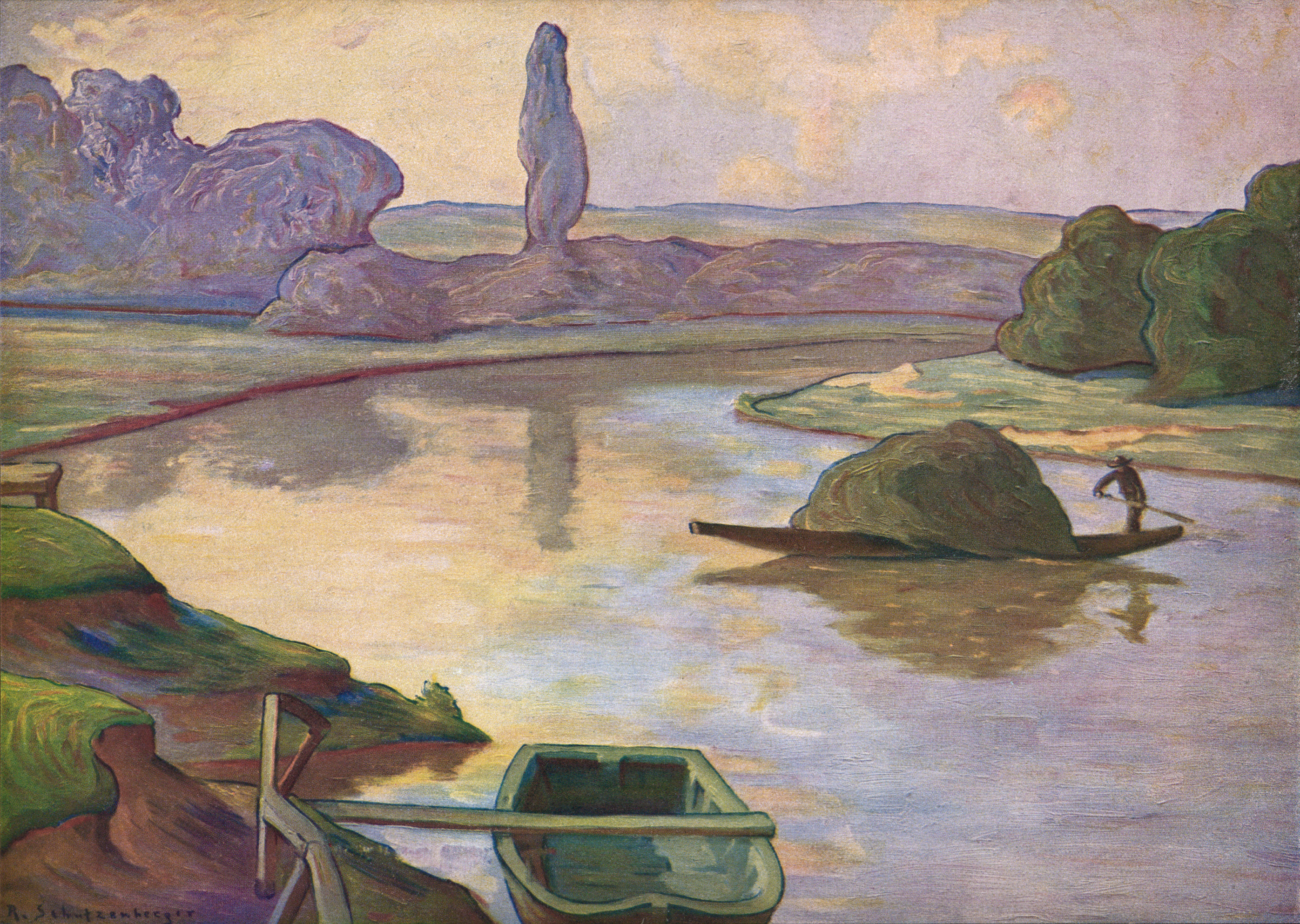
Islas del Rin cerca de Estrasburgo.